# Список астероїдів (2301—2400)
| Назва                                  | Тимчасове позначення | Дата відкриття    | Місце відкриття                            | Відкривач                                              |
| -------------------------------------- | -------------------- | ----------------- | ------------------------------------------ | ------------------------------------------------------ |
| 2301 Вітфорд (Whitford)                | 1965 WJ              | 20 листопада 1965 | Обсерваторія Ґете Лінка                    | Університет Індіани                                    |
| 2302 Флоря (Florya)                    | 1972 TL2             | 2 жовтня 1972     | КрАО                                       | Микола Курочкін                                        |
| 2303 Рецина (Retsina)                  | 1979 FK              | 24 березня 1979   | Ціммервальдська обсерваторія               | Пауль Вільд                                            |
| 2304 Славія (Slavia)                   | 1979 KB              | 18 травня 1979    | Обсерваторія Клеть                         | Антонін Мркос                                          |
| 2305 Кінг (King)                       | 1980 RJ1             | 12 вересня 1980   | Гарвардська обсерваторія                   | Гарвардська обсерваторія                               |
| 2306 Бошінґер (Bauschinger)            | 1939 PM              | 15 серпня 1939    | Обсерваторія Гейдельберг-Кеніґштуль        | К. В. Райнмут                                          |
| 2307 Ґаруда (Garuda)                   | 1957 HJ              | 18 квітня 1957    | Обсерваторія Ла-Плата                      | Обсерваторія Ла-Плата                                  |
| 2308 Шилт (Schilt)                     | 1967 JM              | 6 травня 1967     | Астрономічний комплекс Ель-Леонсіто        | Карлос Сеско, А. Р. Клемола                            |
| 2309 Містер Спок (Mr. Spock)           | 1971 QX1             | 16 серпня 1971    | Астрономічний комплекс Ель-Леонсіто        | Джеймс Ґібсон                                          |
| 2310 Ольшанія (Olshaniya)              | 1974 SU4             | 26 вересня 1974   | КрАО                                       | Журавльова Людмила Василівна                           |
| 2311 Ел Леонсіто (El Leoncito)         | 1974 TA1             | 10 жовтня 1974    | Астрономічний комплекс Ель-Леонсіто        | Обсерваторія Фелікса Аґілара                           |
| 2312 Дубошин (Duboshin)                | 1976 GU2             | 1 квітня 1976     | КрАО                                       | Черних Микола Степанович                               |
| 2313 Аруна (Aruna)                     | 1976 TA              | 15 жовтня 1976    | Станція Андерсон-Меса                      | Г. Л. Джіклас                                          |
| 2314 Філд (Field)                      | 1977 VD              | 12 листопада 1977 | Гарвардська обсерваторія                   | Гарвардська обсерваторія                               |
| 2315 Чехословакія (Czechoslovakia)     | 1980 DZ              | 19 лютого 1980    | Обсерваторія Клеть                         | Зденька Ваврова                                        |
| 2316 Джо-Ен (Jo-Ann)                   | 1980 RH              | 2 вересня 1980    | Станція Андерсон-Меса                      | Едвард Бовелл                                          |
| 2317 Ґалія (Galya)                     | 2524 P-L             | 24 вересня 1960   | Паломарська обсерваторія                   | К. Й. ван Гаутен, І. ван Гаутен-Ґроневельд, Т. Герельс |
| 2318 Лубарський (Lubarsky)             | 6521 P-L             | 24 вересня 1960   | Паломарська обсерваторія                   | К. Й. ван Гаутен, І. ван Гаутен-Ґроневельд, Т. Герельс |
| 2319 Арістід (Aristides)               | 7631 P-L             | 17 жовтня 1960    | Паломарська обсерваторія                   | К. Й. ван Гаутен, І. ван Гаутен-Ґроневельд, Т. Герельс |
| 2320 Блерні (Blarney)                  | 1979 QJ              | 29 серпня 1979    | Ціммервальдська обсерваторія               | Пауль Вільд                                            |
| 2321 Лужниці (Luznice)                 | 1980 DB1             | 19 лютого 1980    | Обсерваторія Клеть                         | Зденка Ваврова                                         |
| 2322 Кітт Пік (Kitt Peak)              | 1954 UQ2             | 28 жовтня 1954    | Обсерваторія Ґете Лінка                    | Університет Індіани                                    |
| 2323 Звєрєв (Zverev)                   | 1976 SF2             | 24 вересня 1976   | КрАО                                       | Черних Микола Степанович                               |
| 2324 Дженіс (Janice)                   | 1978 VS4             | 7 листопада 1978  | Паломарська обсерваторія                   | Е. Гелін, Ш. Дж. Бас                                   |
| 2325 Черних (Chernykh)                 | 1979 SP              | 25 вересня 1979   | Обсерваторія Клеть                         | Антонін Мркос                                          |
| 2326 Тололо (Tololo)                   | 1965 QC              | 29 серпня 1965    | Обсерваторія Ґете Лінка                    | Університет Індіани                                    |
| 2327 Ґершберґ (Gershberg)              | 1969 TQ4             | 13 жовтня 1969    | КрАО                                       | Б. Бурнашова                                           |
| 2328 Робсон (Robeson)                  | 1972 HW              | 19 квітня 1972    | КрАО                                       | Смирнова Тамара Михайлівна                             |
| 2329 Orthos                            | 1976 WA              | 19 листопада 1976 | Обсерваторія Ла-Сілья                      | Ганс-Еміль Шустер                                      |
| 2330 Онтаке (Ontake)                   | 1977 DS3             | 18 лютого 1977    | Обсерваторія Кісо                          | Хірокі Косаї, Кіїтіро Фурукава                         |
| 2331 Парвулеско (Parvulesco)           | 1936 EA              | 12 березня 1936   | Королівська обсерваторія Бельгії           | Ежен Жозеф Дельпорт                                    |
| 2332 Кальм (Kalm)                      | 1940 GH              | 4 квітня 1940     | Турку                                      | Люсі Отерма                                            |
| 2333 Портган (Porthan)                 | 1943 EP              | 3 березня 1943    | Турку                                      | Ірйо Вяйсяля                                           |
| 2334 Куффі (Cuffey)                    | 1962 HD              | 27 квітня 1962    | Обсерваторія Ґете Лінка                    | Університет Індіани                                    |
| 2335 James                             | 1974 UB              | 17 жовтня 1974    | Паломарська обсерваторія                   | Е. Гелін                                               |
| 2336 Сіньцзян (Xinjiang)               | 1975 WL1             | 26 листопада 1975 | Обсерваторія Цзицзіньшань                  | Обсерваторія Червона Гора                              |
| 2337 Бубін (Boubin)                    | 1976 UH1             | 22 жовтня 1976    | Ціммервальдська обсерваторія               | Пауль Вільд                                            |
| 2338 Бохан (Bokhan)                    | 1977 QA3             | 22 серпня 1977    | КрАО                                       | Микола Черних                                          |
| 2339 Анакреон (Anacreon)               | 2509 P-L             | 24 вересня 1960   | Паломарська обсерваторія                   | К. Й. ван Гаутен, І. ван Гаутен-Ґроневельд, Т. Герельс |
| 2340 Hathor                            | 1976 UA              | 22 жовтня 1976    | Паломарська обсерваторія                   | Чарльз Коваль                                          |
| 2341 Аолюта (Aoluta)                   | 1976 YU1             | 16 грудня 1976    | КрАО                                       | Черних Людмила Іванівна                                |
| 2342 Лебедєв (Lebedev)                 | 1968 UQ              | 22 жовтня 1968    | КрАО                                       | Смирнова Тамара Михайлівна                             |
| 2343 Сайдінг Спрінг (Siding Spring)    | 1979 MD4             | 25 червня 1979    | Обсерваторія Сайдинг-Спрінг                | Е. Гелін, Ш. Дж. Бас                                   |
| 2344 Сіцзан (Xizang)                   | 1979 SC1             | 27 вересня 1979   | Обсерваторія Цзицзіньшань                  | Обсерваторія Червона Гора                              |
| 2345 Фучик (Fucik)                     | 1974 OS              | 25 липня 1974     | КрАО                                       | Смирнова Тамара Михайлівна                             |
| 2346 Ліліо (Lilio)                     | 1934 CB              | 5 лютого 1934     | Обсерваторія Гейдельберг-Кеніґштуль        | К. В. Райнмут                                          |
| 2347 Віната (Vinata)                   | 1936 TK              | 7 жовтня 1936     | Ловеллівська обсерваторія                  | Г. Л. Джіклас                                          |
| 2348 Мічковіч (Michkovitch)            | 1939 AA              | 10 січня 1939     | Белград                                    | Мілорад Протіч                                         |
| 2349 Курченко (Kurchenko)              | 1970 OG              | 30 липня 1970     | КрАО                                       | Смирнова Тамара Михайлівна                             |
| 2350 фон Люде (von Lude)               | 1938 CG              | 6 лютого 1938     | Обсерваторія Гейдельберг-Кеніґштуль        | Альфред Борман                                         |
| 2351 О'Хіггінс (O'Higgins)             | 1964 VD              | 3 листопада 1964  | Обсерваторія Ґете Лінка                    | Університет Індіани                                    |
| 2352 Курчатов (Kurchatov)              | 1969 RY              | 10 вересня 1969   | КрАО                                       | Черних Людмила Іванівна                                |
| 2353 Алва (Alva)                       | 1975 UD              | 27 жовтня 1975    | Ціммервальдська обсерваторія               | Пауль Вільд                                            |
| 2354 Лавров (Lavrov)                   | 1978 PZ3             | 9 серпня 1978     | КрАО                                       | Черних Людмила Іванівна, Микола Черних                 |
| 2355 Ней Монггол (Nei Monggol)         | 1978 UV1             | 30 жовтня 1978    | Обсерваторія Цзицзіньшань                  | Обсерваторія Червона Гора                              |
| 2356 Hirons                            | 1979 UJ              | 17 жовтня 1979    | Станція Андерсон-Меса                      | Едвард Бовелл                                          |
| 2357 Phereclos                         | 1981 AC              | 1 січня 1981      | Станція Андерсон-Меса                      | Едвард Бовелл                                          |
| 2358 Бахнер (Bahner)                   | 1929 RE              | 2 вересня 1929    | Обсерваторія Гейдельберг-Кеніґштуль        | К. В. Райнмут                                          |
| 2359 Дебегонь (Debehogne)              | 1931 TV              | 5 жовтня 1931     | Обсерваторія Гейдельберг-Кеніґштуль        | К. В. Райнмут                                          |
| 2360 Волго-Дон (Volgo-Don)             | 1975 VD3             | 2 листопада 1975  | КрАО                                       | Смирнова Тамара Михайлівна                             |
| 2361 Гоголь (Gogol)                    | 1976 GQ1             | 1 квітня 1976     | КрАО                                       | Черних Микола Степанович                               |
| 2362 Марк Твен (Mark Twain)            | 1976 SH2             | 24 вересня 1976   | КрАО                                       | Черних Микола Степанович                               |
| 2363 Cebriones                         | 1977 TJ3             | 4 жовтня 1977     | Обсерваторія Цзицзіньшань                  | Обсерваторія Червона Гора                              |
| 2364 Сельєр (Seillier)                 | 1978 GD              | 14 квітня 1978    | Обсерваторія Ла-Сілья                      | Анрі Дебеонь                                           |
| 2365 Інтеркосмос (Interkosmos)         | 1980 YQ              | 30 грудня 1980    | Обсерваторія Клеть                         | Зденька Ваврова                                        |
| 2366 Аарін (Aaryn)                     | 1981 AC1             | 10 січня 1981     | Станція Андерсон-Меса                      | Норман Томас                                           |
| 2367 Прага (Praha)                     | 1981 AK1             | 8 січня 1981      | Обсерваторія Клеть                         | Антонін Мркос                                          |
| 2368 Beltrovata                        | 1977 RA              | 4 вересня 1977    | Ціммервальдська обсерваторія               | Пауль Вільд                                            |
| 2369 Чехов (Chekhov)                   | 1976 GC8             | 4 квітня 1976     | КрАО                                       | Микола Черних                                          |
| 2370 ван Алтена (van Altena)           | 1965 LA              | 10 червня 1965    | Астрономічний комплекс Ель-Леонсіто        | А. Р. Клемола                                          |
| 2371 Димитров (Dimitrov)               | 1975 VR3             | 2 листопада 1975  | КрАО                                       | Смирнова Тамара Михайлівна                             |
| 2372 Проскурін (Proskurin)             | 1977 RA8             | 13 вересня 1977   | КрАО                                       | Черних Микола Степанович                               |
| 2373 Іммо (Immo)                       | 1929 PC              | 4 серпня 1929     | Обсерваторія Гейдельберг-Кеніґштуль        | Макс Вольф                                             |
| 2374 Владвисоцький (Vladvysotskij)     | 1974 QE1             | 22 серпня 1974    | КрАО                                       | Журавльова Людмила Василівна                           |
| 2375 Радек (Radek)                     | 1975 AA              | 8 січня 1975      | Гамбурзька обсерваторія                    | Любош Когоутек                                         |
| 2376 Мартинов (Martynov)               | 1977 QG3             | 22 серпня 1977    | КрАО                                       | Черних Микола Степанович                               |
| 2377 Щеглов (Shcheglov)                | 1978 QT1             | 31 серпня 1978    | КрАО                                       | Черних Микола Степанович                               |
| 2378 Паннекук (Pannekoek)              | 1935 CY              | 13 лютого 1935    | Республіканська обсерваторія Йоганнесбурга | Гендрік ван Ґент                                       |
| 2379 Хейсканен (Heiskanen)             | 1941 ST              | 21 вересня 1941   | Турку                                      | Ірйо Вяйсяля                                           |
| 2380 Хейлунцзян (Heilongjiang)         | 1965 SN              | 18 вересня 1965   | Обсерваторія Цзицзіньшань                  | Обсерваторія Червона Гора                              |
| 2381 Ланді (Landi)                     | 1976 AF              | 3 січня 1976      | Астрономічний комплекс Ель-Леонсіто        | Обсерваторія Фелікса Аґілара                           |
| 2382 Ноні (Nonie)                      | 1977 GA              | 13 квітня 1977    | Пертська обсерваторія                      | Пертська обсерваторія                                  |
| 2383 Бредлі (Bradley)                  | 1981 GN              | 5 квітня 1981     | Станція Андерсон-Меса                      | Едвард Бовелл                                          |
| 2384 Шульгоф (Schulhof)                | 1943 EC1             | 2 березня 1943    | Обсерваторія Ніцци                         | Марґеріт Ложьє                                         |
| 2385 Мустель (Mustel)                  | 1969 VW              | 11 листопада 1969 | КрАО                                       | Черних Людмила Іванівна                                |
| 2386 Ніконов (Nikonov)                 | 1974 SN1             | 19 вересня 1974   | КрАО                                       | Черних Людмила Іванівна                                |
| 2387 Сіань (Xi'an)                     | 1975 FX              | 17 березня 1975   | Обсерваторія Цзицзіньшань                  | Обсерваторія Червона Гора                              |
| 2388 Газе (Gase)                       | 1977 EA2             | 13 березня 1977   | КрАО                                       | Черних Микола Степанович                               |
| 2389 Дібай (Dibaj)                     | 1977 QC1             | 19 серпня 1977    | КрАО                                       | Черних Микола Степанович                               |
| 2390 Нежарка (Nezarka)                 | 1980 PA1             | 14 серпня 1980    | Обсерваторія Клеть                         | Зденька Ваврова                                        |
| 2391 Томіта (Tomita)                   | 1957 AA              | 9 січня 1957      | Обсерваторія Гейдельберг-Кеніґштуль        | К. В. Райнмут                                          |
| 2392 Джонатан Мюррей (Jonathan Murray) | 1979 MN1             | 25 червня 1979    | Обсерваторія Сайдинг-Спрінг                | Е. Гелін, Ш. Дж. Бас                                   |
| 2393 Судзукі (Suzuki)                  | 1955 WB              | 17 листопада 1955 | Обсерваторія Ніцци                         | Марґеріт Ложьє                                         |
| 2394 Надеєв (Nadeev)                   | 1973 SZ2             | 22 вересня 1973   | КрАО                                       | Черних Микола Степанович                               |
| 2395 Ахо (Aho)                         | 1977 FA              | 17 березня 1977   | Гарвардська обсерваторія                   | Гарвардська обсерваторія                               |
| 2396 Кочі (Kochi)                      | 1981 CB              | 9 лютого 1981     | Обсерваторія Ґейсей                        | Тсутому Секі                                           |
| 2397 Лапаярві (Lappajarvi)             | 1938 DV              | 22 лютого 1938    | Турку                                      | Ірйо Вяйсяля                                           |
| 2398 Джилін (Jilin)                    | 1965 UD2             | 24 жовтня 1965    | Обсерваторія Цзицзіньшань                  | Обсерваторія Червона Гора                              |
| 2399 Terradas                          | 1971 MA              | 17 червня 1971    | Астрономічний комплекс Ель-Леонсіто        | Карлос Сеско                                           |
| 2400 Деревська (Derevskaya)            | 1972 KJ              | 17 травня 1972    | КрАО                                       | Смирнова Тамара Михайлівна                             |

| Астероїди 1—10000 → |           |           |           |           |           |           |           |           |            |
| 1—100               | 1001—1100 | 2001—2100 | 3001—3100 | 4001—4100 | 5001—5100 | 6001—6100 | 7001—7100 | 8001—8100 | 9001—9100  |
| 101—200             | 1101—1200 | 2101—2200 | 3101—3200 | 4101—4200 | 5101—5200 | 6101—6200 | 7101—7200 | 8101—8200 | 9101—9200  |
| 201—300             | 1201—1300 | 2201—2300 | 3201—3300 | 4201—4300 | 5201—5300 | 6201—6300 | 7201—7300 | 8201—8300 | 9201—9300  |
| 301—400             | 1301—1400 | 2301—2400 | 3301—3400 | 4301—4400 | 5301—5400 | 6301—6400 | 7301—7400 | 8301—8400 | 9301—9400  |
| 401—500             | 1401—1500 | 2401—2500 | 3401—3500 | 4401—4500 | 5401—5500 | 6401—6500 | 7401—7500 | 8401—8500 | 9401—9500  |
| 501—600             | 1501—1600 | 2501—2600 | 3501—3600 | 4501—4600 | 5501—5600 | 6501—6600 | 7501—7600 | 8501—8600 | 9501—9600  |
| 601—700             | 1601—1700 | 2601—2700 | 3601—3700 | 4601—4700 | 5601—5700 | 6601—6700 | 7601—7700 | 8601—8700 | 9601—9700  |
| 701—800             | 1701—1800 | 2701—2800 | 3701—3800 | 4701—4800 | 5701—5800 | 6701—6800 | 7701—7800 | 8701—8800 | 9701—9800  |
| 801—900             | 1801—1900 | 2801—2900 | 3801—3900 | 4801—4900 | 5801—5900 | 6801—6900 | 7801—7900 | 8801—8900 | 9801—9900  |
| 901—1000            | 1901—2000 | 2901—3000 | 3901—4000 | 4901—5000 | 5901—6000 | 6901—7000 | 7901—8000 | 8901—9000 | 9901—10000 |